# Taeguk
En taekwondo, taegeuk es un conjunto de poomsae (también conocido como pumse), o un patrón definido de formas de defensa y ataque utilizadas para enseñar dicha arte marcial coreana.

## Descripción
En esencia, las taeguk son la esquemas básicos de las llamadas «formas» o poomses (o pumses), que son secuencias de movimientos que simulan el combate entre el practicante de un arte marcial coreano tradicional sea el taekwondo, o el tangsudo o (Tang soo do); y uno o varios enemigos imaginarios, esos esquemas recopilan las técnicas del arte marcial real, incluyendo bloqueos, chequeos, golpes a mano abierta y cerrada, algunos lanzamientos y luxaciones articulares, golpes con codo y rodilla, e inclusive los golpes a puntos vulnerables y vitales. La comprensión de la filosofía y aplicación de los poomses define al arte como marcial, y no solo como otro deporte de combate, sea a puntos o a contacto pleno.

## Origen y desarrollo
Los primeros esquemas desarrollados para el taekwondo fueron los más básicos o kilchos, basados en las formas taikyoku del karate shotokan, pero debido a su «simplicidad», y al afán llegar a una especialización deportiva, generalmente se hacen a un lado, iniciando el aprendizaje de las formas por los Taeguk.
Respecto a las formas Taeguk, estas fueron ideadas en un principio como un complemento a las formas palgwe o de combate a larga distancia que fueron tomadas de las formas o katas Heian del karate japonés, estilo Shotokan; las cuales debido al fuerte nacionalismo coreano, y a su poca promoción son apenas divulgadas hoy en día. El nombre Taeguk viene del idioma Coreano, y se refiere a una serie de principios taoísta, relacionados con la coexistencia del yin y el yang, que se encuentran en todas las cosas. Los taeguk como ideología están presente en la bandera de Corea del Sur, con un símbolo yin yang azul (tierra) y rojo (cielo).
Dichos principios han sido motivo de debate filosófico a través del tiempo, pero se puede decir (sin intención de simplificar la idea) de que se trata de la coexistencia o doble naturaleza de las cosas en la naturaleza. Por ejemplo, en la personalidad de las personas: una persona puede tener virtudes como paciencia, comprensión, disciplina, etc., pero esto no la exime de tener defectos (como ira, soberbia, etc.). La vida es una constante lucha por mejorar y aceptarse a sí mismo, siempre intentando ser mejor.
Los Taeguks, son el espíritu del Taekwondo, en ellos se representa la filosofía china más antigua, el Todo Infinito. “El libro de los cambios” explica que los 8 “Gwe” son el origen del mundo: Keon, Tae, Ri, Jin, Seon, Gam, Gan y Gon, que representan cielo, lago, fuego, trueno, viento, agua, montaña y tierra. También representan los ocho puntos y direcciones: Sur, Sureste, Este, Noreste, Suroeste, Oeste, Noroeste y Norte
En el emblema de los Juegos Olímpicos de Seúl de 1988 aparece el dibujo del taeguk donde concentricamente representa la venida de los atletas y visitantes a Seúl y a Corea del Sur. 

## Los taeguk como parte deltaekwondodeportivo
Básicamente se trata de una de las distintas áreas del taekwondo (igual que lo son los combates, los rompimientos de tablas/ladrillos/etc., o la correcta observación de los 6 valores del taekwondo. En este caso, los taeguk (en ocasiones pronunciado "te-cúp") simulan posiciones (sogui, en coreano) de ataque (chirigui / chagui) y defensa (makki), contra combatientes imaginarios.
Junto con los combates, los poomses (o "formas") conforman los torneos de Taekwondo, aunque se esté buscando busque la promoción de las competencias olímpica en esta área (siendo el Taekwondo parte de los Juegos Olímpicos a partir de Sídney el año 2000). En su ejecución, se evalúa la firmeza, flexibilidad, fuerza y correcta técnica en los movimientos, tanto bloqueos como ataques, la ejecución de los distintos tipos de posiciones y pasos, la concentración y actitud, así como la dificultad entre otros. Requieren de una seriedad y concentración impecables.
Después de los Taeguk siguen los pumses, o formas superiores del TKD, las cuales incluyen técnicas y tácticas avanzadas de defensa personal, y alusiones filósoficas al budismo Mahayana, así como a personajes, y eventos en la historia de Corea, pero desafortunadamente debido a la gran influencia del TKD como deporte, su aplicación real más allá de la perfección del gesto deportivo es poco explorada.

## Taeguk del 1 al 8
1. Taeguk Il Yang / Cielo / Ligero y Poderoso / elemento
2. Taeguk I Yang / Lago / Alegre y Sereno / elemento animal
3. Taeguk Sam Yang / Fuego / Energía y Pasión / elemento ayuda
4. Taeguk Sa Yang / Trueno / Fuerza y Valentía / elemento de las armas
5. Taeguk O Yang / Viento / Flexible y Poderoso / elemento de las leyes
6. Taeguk Yuk Yang / Agua / Amable y Destructible / elemento animal doméstico
7. Taeguk Chil Yang / Montaña / Majestuoso y Equilibrio / elemento animal salvaje
8. Taeguk Pal Yang / Tierra / Fuerte y Concentrado

## Formas de Cinta Negra
- Koryo
- Kumgang
- Taebek
- Pyongwon
- Sipjin
- Jitae
- Cheongkwon
- Hansu

- Ilyeo